# Carrara (software)
Carrara este un program de modelare tridimensională (program 3D) cu un pachet de opțiuni care are ca scop general modelarea, animația și producerea efectivă a imaginilor digitale.  Carrara este produs de Eovia software, care este proprietatea firmei DAZ Productions.  Programul cuprinde un set complet de "unelte" de creare, modelare și animare la un preț comercial care este competitiv cu alte oferte similare.  Se bazează pe pachete 3D dicontinue de tip Infini-D și Ray Dream Studio, care au fost achiziționate de la compania MetaCreations, atunci când compania mamă a început să-și diversifice produsele.